# Borsonia armata
Borsonia armata é uma espécie de gastrópode do gênero Borsonia, pertencente a família Borsoniidae.